# Микорские
Микорские (пол. Mikorski) — польский дворянский и графский род.
Род графов Микорских, принадлежащий к польским дворянам герба Остоя, имел оседлость в воеводстве Серадском. Осип-Станислав Микорский, Кастелян Равский, возведен в графское достоинство грамотою короля прусского Фридриха Вильгельма 1798 года, в коей прибавлены к первоначальному гербу украшения, новому достоинству соответственные.

## Описание герба
В овальном щите в золото оправленном, с графскою короною, в красном поле, меч с золотою рукояткою острием вниз, между двух золотых полумесяцев, рогами наружу обращенных. В графской короне пять страусовых перьев. В опорах два великана, в венках на голове и бедрах, опирающиеся на палицы к наружной стороне. Герб графов Микорских внесен в Часть 2 Гербовника дворянских родов Царства Польского, стр. 12.